# 398 Адмета
398 Адмета (398 Admete) — астероїд головного поясу, відкритий 28 грудня 1894 року Огюстом Шарлуа у Ніцці.